# Fanninia caloglossa
Fanninia caloglossa  là một loài thực vật có hoa trong họ La bố ma. Loài này được Harv. mô tả khoa học đầu tiên năm 1868.